# Zlín Z-42
Die tschechoslowakische Zlín Z-42 ist ein Mehrzweckflugzeug des Herstellers Zlín. Verwendung findet es als Schul-, Reise- und, bedingt durch seine Kunstflugtauglichkeit, auch als Sportflugzeug. Sie ist mit einer Schleppkupplung ausgerüstet, sodass sie ebenfalls als Schleppflugzeug für Segelflugzeuge genutzt werden kann.

## Geschichte
Die Z-42 wurde aus der Projektstudie Z-41 entwickelt und flog erstmals am 17. Oktober 1967 (Kennzeichen: OK–41). Die erste Serienversion wurde ab 1970 gebaut und besaß als Antrieb einen 132,4-kW-Einspritzmotor M-137A und eine starre Holzluftschraube. Später fand eine am Boden einstellbare V-310-Metallluftschraube Verwendung.
Für den westlichen Markt erschien 1971 die Z-42L (Kennzeichen: OK–72) mit einem 118-kW-Motor Lycoming AIO-320-B1B-Motor und Hartzellluftschraube.
1975 erschien die verbesserte Z-42M mit M-137AZ-Antrieb und Verstellluftschraube V-503A aus Metall, erkennbar am Falschkiel vor dem Leitwerk. Durch Umbau von Z-42 der ersten Serie auf Z-42M-Niveau entstand die Z-42MU mit verstärkter Struktur und Vorkiel am Seitenleitwerk. Letzte Variante war die Z-42D.
Von der Z-42 entstanden rund 250 Exemplare, die unter anderem auch in die DDR (65 Stück) geliefert wurden, wo sie ab 1971 bei der GST an den Fliegerschulen Schönhagen und Jahnsdorf für Kurierzwecke und als Schulflugzeuge für künftige Militärpiloten Verwendung fanden.
Aus der Z-42 entstand das viersitzige Verbindungsflugzeug Z-43. Projekte, die nicht verwirklicht wurden, waren die einsitzigen Kunstflugzeuge Z-44 und die Z-45 mit veränderten Tragflächen. Das zweimotorige Reiseflugzeug Z-46 wurde ebenfalls nicht gebaut.
Anfänglich nutzte die einzige deutsche Kunstflugstaffel Blackbirds diesen Flugzeugtyp, der mittlerweile durch Jak-52 ersetzt wurde.

## Nutzer
(Quelle)

 Bulgarien: 8

 Deutsche Demokratische Republik: 65

 Tschechoslowakei: 30

 Ungarn: 6

 Polen: 84

## Technische Daten
| Kenngrößen            | Daten (Z-42)                                 |
| --------------------- | -------------------------------------------- |
| Hersteller            | Zlínská Letecká Akciová Společnost (Moravan) |
| Baujahre              | 1967 (Prototyp), 1970–1980 (Serie)           |
| Besatzung/Passagier   | 1/1                                          |
| Länge                 | 7,07 m                                       |
| Spannweite            | 8,60 m                                       |
| Höhe                  | 2,8 m                                        |
| Flügelfläche          | 12,5 m²                                      |
| Flügelstreckung       | 5,9                                          |
| Leermasse             | 685 kg                                       |
| Startmasse            | 920 kg bei Kunstflug 970 kg normal           |
| Antrieb               | ein Avia M137A                               |
| Leistung              | 132,4 kW (180 PS)                            |
| Höchstgeschwindigkeit | 315 km/h                                     |
| Reisegeschwindigkeit  | 211 km/h                                     |
| Steiggeschwindigkeit  | 4,8 m/s                                      |
| Dienstgipfelhöhe      | 4250 m                                       |
| Reichweite            | maximal 530 km                               |